# Ode (Gedicht)
Die Ode (von altgriechisch ᾠδή ōdḗ, deutsch ‚Lied, Gesang‘) ist eine Gedichtform, die sich durch besonders feierlichen und erhabenen Stil auszeichnet.

## Geschichte
In der griechischen Antike wurde jegliche Lyrik, die man zur Begleitung von Musik vorgetragen hat, als Ode bezeichnet, also auch die Monodie und das Chorlied. Höhepunkte der Gattung in griechischer Sprache sind die Oden des Pindar, in lateinischer Sprache die Oden des Horaz.
Auch im Humanismus und Barock bezeichnete die Ode allgemein ein liedhaftes, strophisches Gedicht. In Anlehnung an die Antike (vgl. Hymne) versuchte man thematisch wie stilistisch berühmte lateinische Vorbilder in den Nationalsprachen nachzuahmen. Die ersten neuzeitlichen Oden ab Mitte des 16. Jahrhunderts stammen aus Frankreich (Pierre de Ronsard, Joachim du Bellay), Italien (Torquato Tasso) und England (Abraham Cowley). Im deutschsprachigen Raum greifen Georg Rodolf Weckherlin (Oden und Gesänge, 1618/19) und Martin Opitz als erste die Form wieder auf.
Eine spezifischere Bestimmung erhielt die Ode erst gegen Ende des 18. Jahrhunderts, als man sie durch ihren hohen Stil vom einfachen Lied abgrenzte. In der deutschen Aufklärung (Johann Christoph Gottsched, Albrecht von Haller) dominierten vor allem philosophische und moralische Themen. Einen ersten Höhepunkt bildeten die 1771 erschienenen Oden Friedrich Gottlieb Klopstocks, der vor allem mit reimlosen horazischen Odenformen experimentierte. Oden drückten nun zunehmend auch Emotionen aus.
Friedrich Hölderlins um 1800 entstandene Oden grenzen sich in ihrer artistischen Form und feierlichen Sprache dezidiert vom Lied im Verständnis der Romantiker ab. Im weiteren Verlauf der Literaturgeschichte nahm die Bedeutung der Odenform trotz einigen Wiederbelebungsversuchen, z. B. durch Autoren des 19. (August von Platen) oder des 20. Jahrhunderts (Rudolf Borchardt, Josef Weinheber), stetig ab.

## Kennzeichen
In einer Ode findet man für gewöhnlich keinen Endreim; es handelt sich um eine in gleichmäßigen Strophen gegliederte, lange Form des Gedichtes. Eine Ode kann einem festen Metrum folgen, dieses ist aber nicht zwingend notwendig. Am häufigsten sind die Odenmaße Alkäische Strophe, Sapphische Strophe und Asklepiadeische Strophe, die jeweils aus vier Versen bestehen. In der deutschen Dichtung wird letztere am häufigsten verwendet. Seltener sind die Archilochische Strophe, die Hipponakteische Strophe und Oden im Ionikus.
Zur Würde und Größe des in der Ode behandelten Themas passend, wird meist ein hoher, pathetischer Sprachstil verwendet. Die Ode ist mit der Form der Hymne eng verwandt.

## Berühmte Oden
- Pindar: Epinikia (Oden auf Sieger der olympischen, pythischen, nemeischen und isthmischen Spiele)
- Horaz: Carmina I-IV
- Friedrich Gottlieb Klopstock: Der Zürchersee (Volltext)
- Johann Wolfgang von Goethe: Prometheus, Das Göttliche
- Friedrich Schiller: An die Freude (vertont im Schlusssatz von Beethovens 9. Symphonie)
- Friedrich Hölderlin: An die Parzen, Gesang des Deutschen, Lebenslauf, Abendphantasie, Heidelberg
- Adam Mickiewicz Oda do Młodości (Ode an die Jugend) (Volltext (polnisch))
- John Keats: Ode to a Nightingale (Volltext) und Ode on a Grecian Urn (Volltext)
- Percy B. Shelley: Ode to the West Wind (Volltext)
- Victor Hugo: Ode sur la mort du duc de Berry

## Forschungsstand
Seit Karl Viëtors „Musterbuch für eine Geschichte der Gattungsform“ Geschichte der deutschen Ode (1923) ist im deutschen Sprachraum keine Monografie mehr erschienen, die die Entwicklungslinien dieser Gedichtform im Sinne einer Gattungsgeschichte nachzöge und jeweils aktuelle literaturwissenschaftliche Diskurse berücksichtigte.